# Anna del Brandeburgo
Anna del Brandeburgo o Anna di Hohenzollern (Berlino, 27 agosto 1487 – Kiel, 3 maggio 1514) fu una principessa del Brandeburgo e duchessa consorte di Schleswig-Holstein.

## Biografia
Era figlia dell'Elettore del Brandeburgo Giovanni I e di Margherita di Sassonia.
Nel 1500 venne promessa in sposa a Federico, duca di Schleswig-Holstein. A causa della parentela che intercorreva tra gli sposi, fu necessaria la dispensa papale. Il matrimonio venne celebrato il 10 aprile 1502 a Stendal. Lo stesso giorno il fratello di Anna, Gioacchino, sposò la nipote di Federico Elisabetta.
Anna diede al marito due figli:
- Cristiano (Gottorp, 12 agosto 1503 – Koldinghus, 1º gennaio 1559), futuro re di Danimarca;
- Dorotea (1º agosto 1504 – Königsberg, 11 aprile 1547), andata sposa ad Alberto I di Prussia.

La coppia risiedette a Gottorp. Anna seguiva spesso il marito nei viaggi.
Morì di tubercolosi nel 1514 e venne sepolta nel convento di Bordesholm. Il suo Cenotafio, in bronzo, rappresenta oggi una delle tombe più rilevanti dell'arte tardogotica.

## Ascendenza
|                            |                        |                                   | Genitori                        |  |  | Nonni |  |  | Bisnonni                  |  |  | Trisnonni                |  |
|                            |                        |                                   |                                 |  |  |       |  |  | Federico I di Brandeburgo |  |  | Federico V di Norimberga |  |
|                            |                        |                                   |                                 |  |  |       |  |  | Federico I di Brandeburgo |  |  | Federico V di Norimberga |  |
|                            |                        | Elisabetta di Meißen              |                                 |  |  |       |  |  | Federico I di Brandeburgo |  |  |                          |  |
| Alberto III di Brandeburgo |                        |                                   |                                 |  |  |       |  |  | Federico I di Brandeburgo |  |  |                          |  |
|                            |                        | Elisabetta di Baviera-Landshut    | Federico di Baviera-Landshut    |  |  |       |  |  |                           |  |  |                          |  |
|                            |                        | Elisabetta di Baviera-Landshut    | Federico di Baviera-Landshut    |  |  |       |  |  |                           |  |  |                          |  |
|                            |                        | Elisabetta di Baviera-Landshut    | Maddalena Visconti              |  |  |       |  |  |                           |  |  |                          |  |
| Giovanni I di Brandeburgo  |                        | Elisabetta di Baviera-Landshut    |                                 |  |  |       |  |  |                           |  |  |                          |  |
|                            |                        | Giacomo I di Baden                | Bernardo I di Baden             |  |  |       |  |  |                           |  |  |                          |  |
|                            |                        | Giacomo I di Baden                | Bernardo I di Baden             |  |  |       |  |  |                           |  |  |                          |  |
|                            |                        | Giacomo I di Baden                | Anna di Oettingen               |  |  |       |  |  |                           |  |  |                          |  |
| Margherita di Baden        |                        | Giacomo I di Baden                |                                 |  |  |       |  |  |                           |  |  |                          |  |
|                            |                        | Caterina di Lorena                | Carlo II di Lorena              |  |  |       |  |  |                           |  |  |                          |  |
|                            |                        | Caterina di Lorena                | Carlo II di Lorena              |  |  |       |  |  |                           |  |  |                          |  |
|                            |                        | Caterina di Lorena                | Margherita del Palatinato       |  |  |       |  |  |                           |  |  |                          |  |
| Anna del Brandeburgo       |                        | Caterina di Lorena                |                                 |  |  |       |  |  |                           |  |  |                          |  |
|                            | Federico I di Sassonia | Federico III di Meißen            |                                 |  |  |       |  |  |                           |  |  |                          |  |
|                            | Federico I di Sassonia | Federico III di Meißen            |                                 |  |  |       |  |  |                           |  |  |                          |  |
|                            | Federico I di Sassonia | Caterina di Henneberg             |                                 |  |  |       |  |  |                           |  |  |                          |  |
| Guglielmo III di Sassonia  | Federico I di Sassonia |                                   |                                 |  |  |       |  |  |                           |  |  |                          |  |
|                            |                        | Caterina di Braunschweig-Lüneburg | Enrico IV di Brunswick-Lüneburg |  |  |       |  |  |                           |  |  |                          |  |
|                            |                        | Caterina di Braunschweig-Lüneburg | Enrico IV di Brunswick-Lüneburg |  |  |       |  |  |                           |  |  |                          |  |
|                            |                        | Caterina di Braunschweig-Lüneburg | Caterina di Pomerania-Wolgast   |  |  |       |  |  |                           |  |  |                          |  |
| Margherita di Sassonia     |                        | Caterina di Braunschweig-Lüneburg |                                 |  |  |       |  |  |                           |  |  |                          |  |
|                            |                        | Alberto II d'Asburgo              | Alberto IV d'Asburgo            |  |  |       |  |  |                           |  |  |                          |  |
|                            |                        | Alberto II d'Asburgo              | Alberto IV d'Asburgo            |  |  |       |  |  |                           |  |  |                          |  |
|                            |                        | Alberto II d'Asburgo              | Giovanna di Baviera-Straubing   |  |  |       |  |  |                           |  |  |                          |  |
| Anna d'Asburgo             |                        | Alberto II d'Asburgo              |                                 |  |  |       |  |  |                           |  |  |                          |  |
|                            |                        | Elisabetta di Lussemburgo         | Sigismondo di Lussemburgo       |  |  |       |  |  |                           |  |  |                          |  |
|                            |                        | Elisabetta di Lussemburgo         | Sigismondo di Lussemburgo       |  |  |       |  |  |                           |  |  |                          |  |
|                            |                        | Elisabetta di Lussemburgo         | Barbara di Cilli                |  |  |       |  |  |                           |  |  |                          |  |
|                            |                        | Elisabetta di Lussemburgo         |                                 |  |  |       |  |  |                           |  |  |                          |  |